# Notochelone
Notochelone is een geslacht van uitgestorven zeeschildpadden, dat ongeveer honderd miljoen jaar geleden leefde. 

## Naamgeving
In 1882 benoemde Richard Owen een Notochelys costata, de 'zuidelijke schildpad met ribben', op basis van een skelet wellicht gevonden bij de Flinders River van Landsborough Creek. De geslachtsnaam bleek al bezet en werd in 1889 hernoemd door Richard Lydekker in Notochelone met ongeveer dezelfde betekenis zij het dat chelone een 'zeeschildpad' aanduidt.
Het holotype is AM F67326, oorspronkelijk deel van de collectie van professor Archibald Liversidge, afkomstig uit een laag van de Toolebucformatie die dateert uit het Albien. Het bestaat uit een voorste schild en buikschild met delen van de ledematen, vermoedelijk van een jong dier. Talrijke skeletten zijn later toegewezen.
In 2006 benoemde Kear een Notochelone sp op basis van de skeletten AM F87832, QM F49190, SAM P41007.

## Beschrijving
Notochelone was het meest voorkomende mariene reptiel dat leefde in het binnenland van de zee rond Queensland, Australië. Het was een kleine schildpad. Het holotype was ongeveer even groot als de moderne soepschildpad, een meter lang, maar nog niet volgroeid. Gregory S. Paul schatte in 2022 de lichaamslengte van het volwassen dier op twee meter, het gewicht op vierhonderd kilogram.
De vrij spitse snuit is kort maar het achterdeel van de schedel is tamelijk lang. Daardoor staan de oogkassen nogal vooraan. De hoge neuszone vormt bovenop een hol vlak. De kop is relatief breed en afgeplat. De onderkaken zijn vooraan hoger dan achteraan zodat een kin gevormd wordt, hoger dan de schedel. De openingen in het schild langs de rand zijn vrij groot.

## Fylogenie
Notochelone is in de Protostegidae geplaatst.

## Levenswijze
Analytische studies hebben aangetoond dat de dieren vaak benthische weekdieren aten, getuige de vondst van hun schelpen in de skeletten.